# Список глав государств в 632 году
Список глав государств в 631 году — 632 год — Список глав государств в 633 году — Список глав государств по годам

## Африка
- Аксумское царство — Армах, негус (614 — ок. 640)

## Америка
- Баакульское царство — К’инич Ханааб Пакаль, царь (615 — 683)
- Бонампак — Ах-Ольналь, божественный царь (605 — 610, 611 — ок. 643)
- Канульское царство — Йукно’м …ль, священный владыка  (631 — 636)
- Дос-Пилас — Б'алах Чан К'авиль, царь  (629 — 692)
- Караколь — Кан II, царь  (618 — 658)
- Шукууп (Копан) — К’ак'-Ути-Виц'-К’авиль, царь (628 — 695)
- Яшчилан (Пачан) — Яшун-Балам III, божественный царь (628 — 681)

## Азия
- Абхазия (Абазгия) — Барук, князь (ок. 610 — ок. 640)
- Гассаниды — 
  - Джабала V ибн аль-Харит, царь (628 - 632)
  - Джабала VI ибн аль-Айхам, царь (632 - 636)
- Грузия — 
  - Картли — Адарнасе I, эрисмтавар (627 — 637)
  - Кахетия — Адарнасе I, князь (580 — 637)
  - Тао-Кларджети — Гурам II, князь (619 — 678)
- Дханьявади — Тюрия Тета, царь[англ.] (618 — 640)
- Западно-тюркский каганат — Сы-Джабгу хан, каган (631 — 633)
- Индия — 
  - Бадами (Западные Чалукья) — Сатьяшрая Пулакешин II, махараджа (609 — 642)
  - Венги (Восточные Чалукья) — Кубджа Вишнувардхана I, махараджа (624 — 641)
  - Западные Ганги — Шривикрама, махараджа (629 — 654)
  - Кашмир — Дурлабхавардхана, махараджа[нем.] (ок. 625 — ок. 661)
  - Маитрака — Дхарасена III, махараджа[англ.] (ок. 626 — ок. 640)
  - Паллавы (Анандадеша) — Махамалла Нарасимхаварман I, махараджа (630 — 668)
  - Пандья — Сезиян Сендан, раджа (620 — 640)
  - Хагда — Хагдодияма, царь[англ.] (626 — 640)
  - Империя Харша — Харша, царь (606 — 646)
- Камарупа — Бхаскарварман, царь (600 — 650)
- Китай (Династия Тан) — Тай-цзун (Ли Шиминь), император (626 — 649)
- Корея (Период Трех государств):
  - Когурё — Йонню, тхэван (618 — 642)
  - Пэкче — Му, король (600 — 641)
  - Силла — 
    - Чинпхён, ван (579 — 632)
    - Сондок, йован (632 — 647)
- Паган — Попа Сорахан, король[англ.] (613 — 640)
- Персия (Сасаниды) — Йездигерд III, шахиншах (631 — 651)
- Праведный халифат — Абу Бакр, праведный халиф (632 — 634)
- Раджарата (Анурадхапура) — Аггабодхи III, король (623), (624 — 640)
- Тарума — Линггаварман, царь (628 — 650)
- Тибет — Сонгцэн Гампо, царь (617 — 650)
- Тогон — Муюн Фуюнь, правитель (597 — 635)
- Тямпа — Канхарпадхарма, князь (629 — ок. 640)
- Ченла — Бхававарман II, раджа (628 — 657)
- Япония — Дзёмэй, император (629 — 641)

## Европа
- Англия — Эдвин Святой, бретвальда (616 — 633)
  - Восточная Англия — Сигеберт, король (629 - 634)
  - Думнония — Клемен ап Бледрик, король (613 — 633)
  - Кент — Эдбальд, король (616 — 640)
  - Мерсия — Пенда, король (626 — 655)
  - Нортумбрия — Эдвин Святой, король (616 - 633)
  - Регед — 
    - Северный Регед — Ройд ап Рин, король (616 — 638)
    - Южный Регед — Тегид ап Гвайд, король (613 — 654)

  - Уэссекс — Кинегильс, король (611 — 643)
  - Эссекс — Сигеберт I, король (623 — 653)
- Арморика — Саломон II, король (612 — 658)
- Бро Варох — Канао II, король (594 — 635)
- Великая Булгария — Кубрат, хан (632 — 665)
- Вестготское королевство — Сисенанд, король (631 — 636)
- Византийская империя — Ираклий I, император (610 — 641)
  - Африканский экзархат — Григорий, экзарх (610 — 647)
  - Равеннский экзархат — Исаак, экзарх (625 — 643)
- Домнония — Юдикаэль, король (610 — 640)
- Ирландия — Домналл мак Аэд, верховный король (628 —  642)
  - Айлех — Эрнан мак Фьяхнаи, король (630 — 636)
  - Коннахт — Рагаллах, король (ок. 622 — 649)
  - Лейнстер — Кримтанн мак Аэдо, король (624 — 633)
  - Мунстер — Файльбе Фланн, король (628 — 637)
  - Ольстер — Конгал Каех, король (627 — 637)
- Лангобардское королевство — Ариоальд, король (626 — 636)
  - Беневенто — Арехис I, герцог (591 — 641)
  - Сполето — Теоделап, герцог (602 — 650)
  - Фриуль — Газульф II, герцог (617 — 651)
- Папский престол — Гонорий I, папа римский (625 — 638)
- Само государство — Само, князь (623 — 658)
- Уэльс —
  - Брихейниог — Риваллон ап Идваллон, король (620 — 650)
  - Гвинед — Кадваллон ап Кадван, король (625 — 634)
  - Дивед — Ноуи Старый, король (615 — 650)
  - Поуис — Эйлит ап Кинан, король (613 — 642)
- Франкское королевство — Дагоберт I, король (629 — 639)
  - Австразия — 
    - Пипин Ланденский, майордом (623 — 629), (639 — 640)

  - Аквитания — Хариберт II, король (629 — 632)
  - Нейстрия — 
    - Гундоланд, майордом (612 — 639)

  - Бавария — Гримальдо I, герцог (630 — 640)
  - Васкония — Эгина, герцог (626 — 638)
  - Тюрингия — Радульф, герцог (631 — ок. 642)
- Фризия — Аудульф, король (600 — ?)
- Швеция — Анунд, король (? - ок. 640)
- Шотландия —
  - Дал Риада — Домналл I Конопатый, король (629 — 642)
  - Пикты — Гартнарт III, король (631 — 635)
  - Стратклайд (Альт Клуит) — Бели ап Нехтон, король (621 — 640)

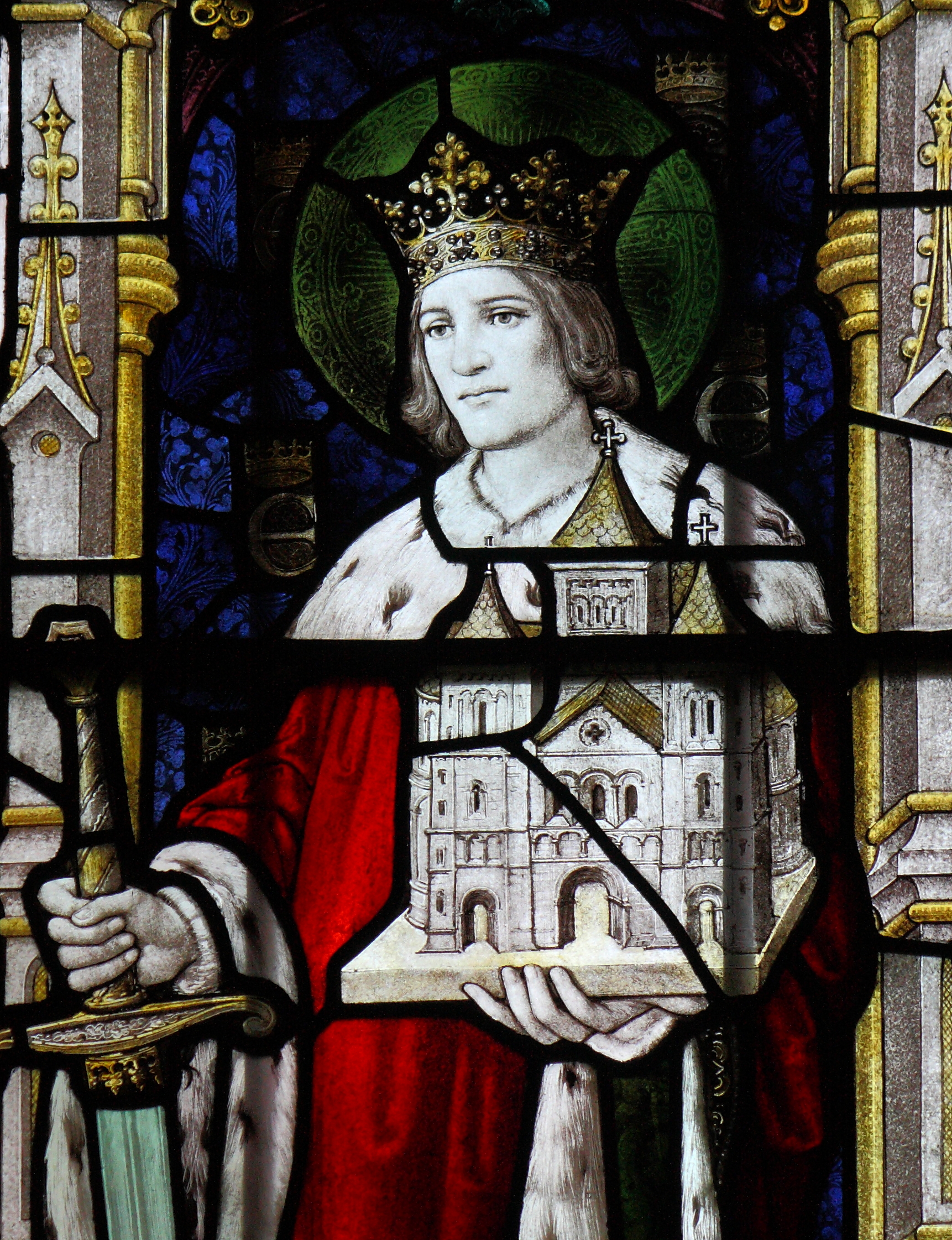
Эдвин Святой 616-633 Король Нортумбрии
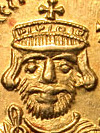
Ираклий 610-641 Император Византии
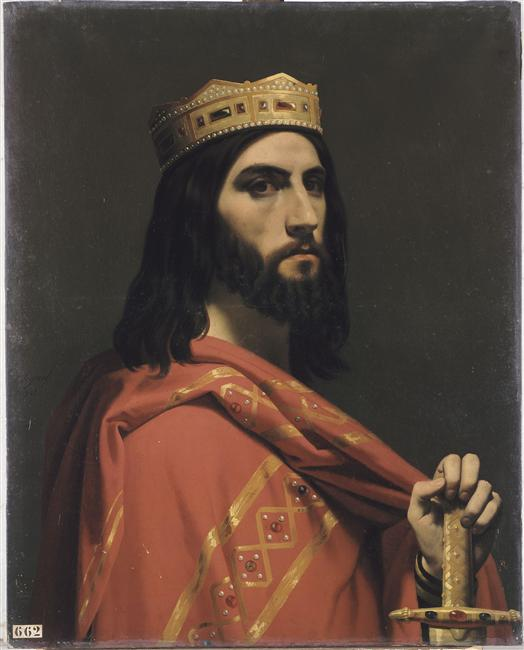
Дагоберт I 629-639 Король франков
Тай-цзун 626-649 Император Китая
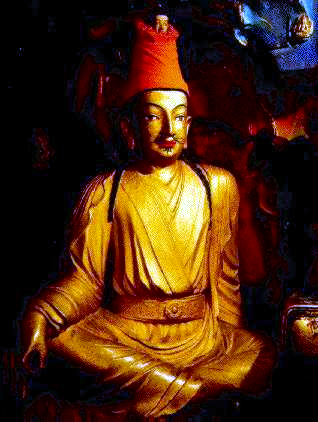
Сонгцэн Гампо 617-650 Царь Тибета
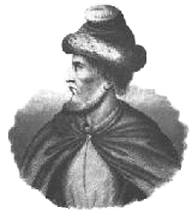
Само 623-658 Правитель государства Само
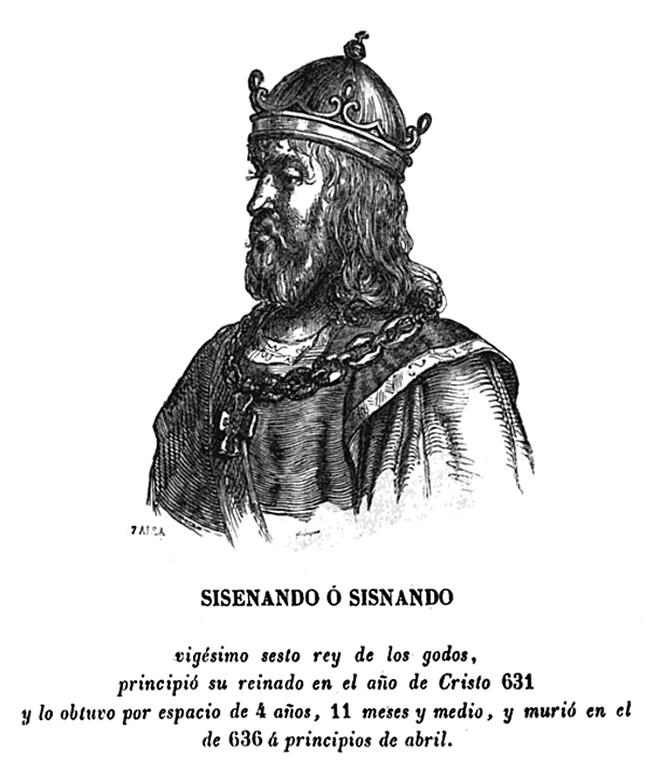
Сисенанд 631-636 Король вестготов
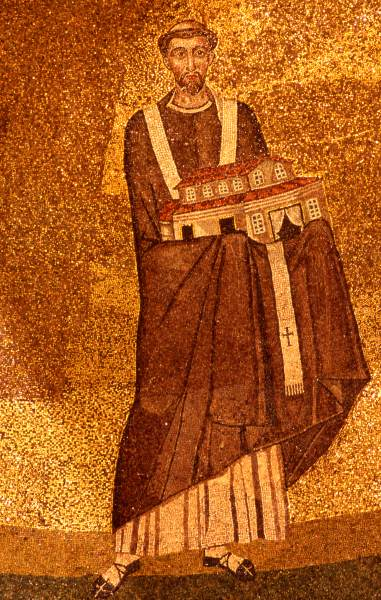
Гонорий I 625-638 Папа римский